# 齋藤尚一
齋藤 尚一（さいとう しょういち、1908年6月1日 - 1981年10月30日）は、日本の技術者、実業家。位階は正四位。勲等は勲二等。
トヨタ自動車工業株式会社会長（第3代）、社団法人自動車技術会会長（第9代）などを歴任した。

## 来歴

### 生い立ち
愛知県出身。1927年、旧制前橋中学校卒業。1931年、第八高等学校理科甲類卒業。1935年、東北帝国大学工学部機械工学科卒業、豊田自動織機自動車部入社。

### 実業家として
創業期には数少なかった大学出身の技術者として、トヨタ自動車創業者豊田喜一郎の日本車生産構想を補佐し、日中戦争中、菅隆俊のもと、岩岡次郎、豊田英二と挙母工場（のちのトヨタ自動車本社工場）建設構想にあたった。第3代トヨタ自動車工業会長、第9代自動車技術会会長などを歴任。1970年、藍綬褒章受章。1978年、勲二等旭日重光章受章。1981年、正四位。

## 略歴
- 1908年 - 誕生。
- 1931年 - 第八高等学校理科甲類卒業。
- 1935年 - 東北帝国大学工学部機械工学科卒業。
- 1935年 - 豊田自動織機入社[4]。
- 1981年 - 死去。

## 栄典
- 1970年 - 藍綬褒章[8]。
- 1978年 - 勲二等旭日重光章[8]。
- 1981年 - 正四位[8]。

## 著作
- 『自動車の国アメリカ』誠文堂新光社 1952年
- 『地球はまるい―空の旅百日』トヨタ自動車工業 1956年